# Płyta Rafy Balmoral

Płyta pacyficzna zaznaczona kolorem żółtym

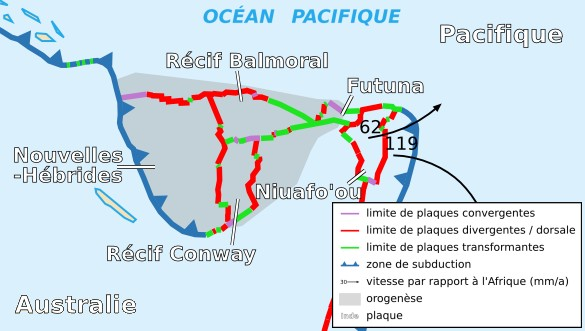
Płyta Rafy Balmoral

Płyta Rafy Balmoral (ang. Balmoral Reef Plate) − niewielka płyta tektoniczna (mikropłyta), położona w zachodniej części Oceanu Spokojnego, uznawana za część większej płyty pacyficznej.
Płyta Rafy Balmoral od północy graniczy z płytą pacyficzną, od południa z płytami: australijską i Rafy Conway i od zachodu z nowohebrydzką.
Obejmuje niewielki fragment Oceanu Spokojnego na północ od archipelagu Fidżi, m.in. rafę Balmoral należącą do państwa Fidżi